# Cavalleria

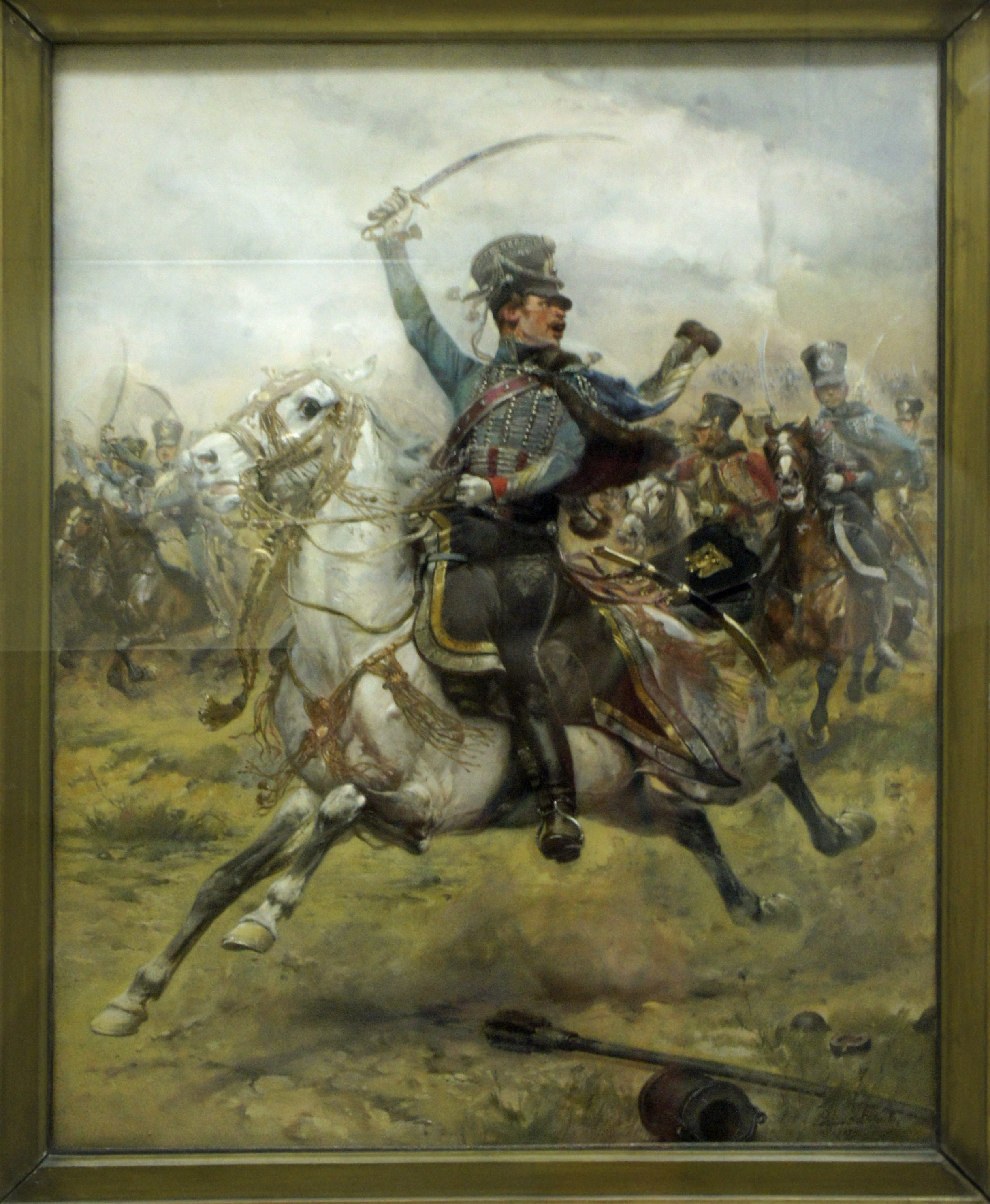
Édouard Detaille, Carica di Cavalleria, ante 1912

Con il termine cavalleria si indicano le unità militari montate a cavallo.
Utilizzata soprattutto in età antica e nel medioevo, costituiva inoltre la classe nobiliare della società; la cavalleria medievale divenne un ideale di vita a cui gli uomini di quel tempo si ispiravano. Ancora oggi alcuni paesi (Italia compresa) usano il titolo di cavaliere come onorificenza. Tali furono tatticamente molto importanti fino alla fine del XIX secolo per le loro caratteristiche di mobilità e velocità. In seguito l'avvento del treno e degli autoveicoli permise di trasportare i soldati in modo più efficiente, mentre nuove armi come la mitragliatrice trasformarono la carica di cavalleria in un'azione suicida.

## Storia

### Età antica
Tra i popoli che ne fecero uso vi sono gli Hyksos, gli Assiri e gli Scoloti; i più noti sono gli Unni, i Mongoli, i nativi nordamericani e le truppe a cavallo ottomane. La cavalleria, composta di uomini d'arme in grado di combattere a cavallo, necessitava di uomini molto addestrati a questo tipo di combattimento e di animali da monta selezionati ed impiegati esclusivamente  nel combattimento.
Unità di cavalleria leggera furono utilizzate dai Parti che sconfissero le legioni di Crasso nella battaglia di Carre (53 a.C.). I cavalieri Parti erano celebri per la loro abilità nel riuscire a colpire il bersaglio anche mentre venivano inseguiti dalla cavalleria nemica, scoccando le frecce all'indietro con una grande torsione del busto. Nell'Impero persiano invece si preferiva l'uso del carro da guerra.

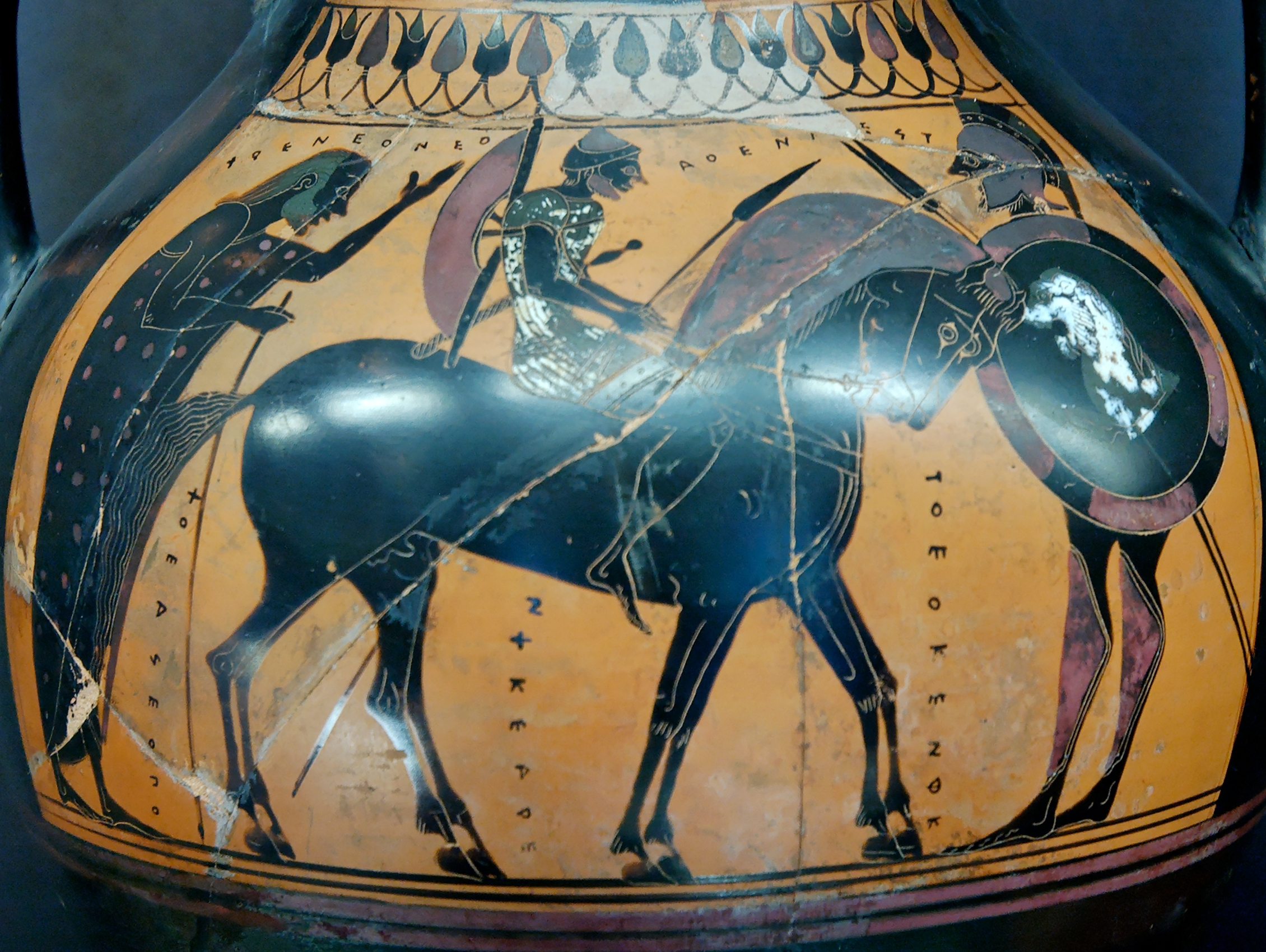
Un hippikon completamente armato. Su un'anfora ritrovata in Attica, 550 a.C. circa (Louvre)

Nell'antica Grecia i cavalieri erano detti hippikon e tra essi si vennero a distinguere i contingenti di cavalleria pesante tessale, specie durante la guerra del Peloponneso. Infatti se fino a prima di questo scontro totale, il ruolo della cavalleria era subordinato a ruoli di ricognizione e a schermaglie tattiche, poi prese sempre più importanza nelle sorti delle battaglie. Non era un caso che l'uso del cavallo non fosse così diffuso nelle guerre dell'antica Grecia, a causa del costo di mantenimento e delle ridotte dimensioni delle pianure greche, ad eccezione di quella tessale. Ad Atene è solo dopo il V secolo, che la città si può permettere di risarcire i cavalieri che avevano perduto il proprio destriero in battaglia e di emettere degli assegni di una dracma per l'acquisto del foraggio giornaliero necessario ad un cavallo. Durante le guerre persiane la città dispone di 300 hippikon e nel 442 a.C. il loro numero supera le 1000 unità. Anche Sparta e Corinto formano squadroni a cavallo nello stesso periodo, mentre le altre poleis si dotano di una vera cavalleria nel secolo successivo. Le dotazioni erano differenti in base alla città di appartenenza, così troviamo il:
- cavaliere tessale provvisto di copricapo di pelle di mucca con paraorecchi o una versione a falde più larghe del copricapo di feltro greco detto petasos, un mantello scuro con bordo bianco, la tunica corta e stretta in vita o a torso nudo; dotato di giavellotti e di una lunga lancia detta kamax, la sella era un ampio panno definito efippion.
- cavaliere ateniese indossava il petasos, una corazza anatomica, stivaletti, chitone, una clamide nera, ed era provvisto di kamax, 2 giavellotti e una sciabola. Ad esso veniva conferito un assegno giornaliero per l'acquisto del foraggio, un contributo per l'acquisto del cavallo, che annualmente veniva sottoposto a controllo come stabilito dalla Boulé, in occasione della dokimasia. Il contingente era suddiviso in Philè di 100 hippikon comandati da un filarca. Ciascuna ala di cavalleria, composta da 5 philai veniva comandata da un hipparca con carica annuale. Ciascuna philè conferiva all'hipparchia 5 prodromoi, cavalieri con compiti di esplorazione e recapito messaggi. Essi vestivano una tunica, un mantello, l'elmo beotico ed erano armati di giavellotto o lancia.
- a Sparta l'unica testimonianza dedicata agli hippikon, ci viene fornita dalle raffigurazioni di Castore e Polluce eroi della città vestiti di corta tunica, mantello, elmo di Pilos, lancia e spada.

Un caso a parte furono i cavalieri hetairoi del Regno di Macedonia, un corpo di cavalleria elitario con tattiche di combattimento basate sull'esperienza dei cavalieri nomadi Sciti e proprie armi precipue come la lunga lancia chiamata xiston. Nonostante le raccomandazioni dello storico e stratega Senofonte, raccolte nel saggio "Sull'equitazione", il mondo greco vero e proprio non riuscì mai a produrre un'efficiente forza di cavalleria.
I Romani fino alle guerre puniche utilizzarono quasi esclusivamente la fanteria. Il primo comandante a sfruttare al massimo le potenzialità della cavalleria fu Annibale, che poteva contare sui cavalieri numidi, i più abili di quell'epoca: nella battaglia di Canne (216 a.C.), considerata uno dei capolavori della tattica militare di tutti i tempi, il cartaginese attirò la fanteria romana al centro del campo e la accerchiò con una manovra a tenaglia dei propri cavalieri, annientandola completamente. Annibale venne poi sconfitto nella battaglia di Zama (202 a.C.) da Scipione l'Africano, che aveva stretto alleanza coi numidi portandoli dalla propria parte.
Il nerbo dell'esercito romano rimasero comunque le legioni di fanteria fino al III secolo; nel tardo impero invece, con la pressione dei barbari alle frontiere e la necessità di presidiare efficacemente un confine lungo migliaia di chilometri, la cavalleria acquistò sempre maggiore importanza grazie alla rapidità di spostamento che permetteva. A questo si deve aggiungere che, con la mutazione nella composizione dell'esercito romano, formato in misura sempre maggiore da barbari assimilati, la secolare tradizione di efficienza e organizzazione delle legioni si andò via via perdendo.

### Medioevo

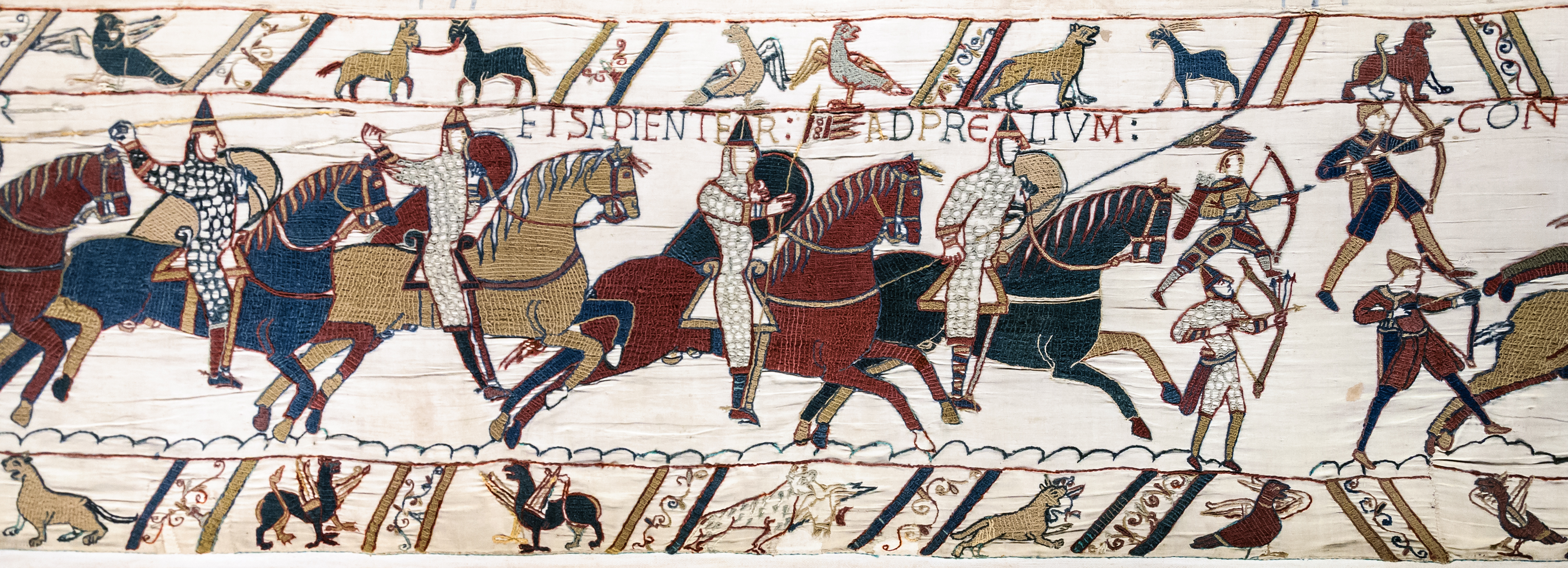
Cavalieri normanni ritratti nell'arazzo di Bayeux

All'inizio dell'VIII secolo venne introdotto in Europa l'uso della staffa che, insieme alla resta che fermava la lancia contro l'armatura, rese possibile al cavaliere caricare il nemico al galoppo e colpirlo con tutta la propria forza, senza per questo essere sbalzato dalla sella.
L'utilizzo della cavalleria pesante, che sfruttava questa nuova tecnica per costituire una forza d'urto inarrestabile, fu promosso da Carlo Magno e dai suoi successori, che addirittura strutturarono tutta la società franca in modo da permettere il reclutamento e il mantenimento di una efficace forza di cavalleria.
Infatti, per il costo delle bestie e degli assistenti (scudieri), degli equipaggiamenti e per la necessità di avere tempo libero per addestrarsi, il cavaliere poteva essere soltanto un appartenente alla nobiltà feudale. La struttura feudale della società corrispondeva direttamente alla gerarchia militare, di modo che i cavalieri potevano rispondere molto rapidamente alla chiamata alle armi trovandosi a formare un esercito già inquadrato; le terre e le proprietà concesse in feudo fornivano le rendite necessarie al mantenimento del cavaliere e del suo equipaggiamento. Di contro nel periodo medioevale le fanterie erano spesso neglette e composte da fanti per lo più di estrazione rustica o servile, male armati e poco addestrati.
Soltanto dal XIII secolo in avanti si affermarono reparti di fanteria più addestrati e bene armati come gli svizzeri, i lanzichenecchi o i tercios spagnoli, capaci di tattiche idonee ad ostacolare i cavalieri. L'arma più efficace per combattere contro la cavalleria erano le picche, lunghe lance con le quali i cavalieri venivano disarcionati oppure uccisi i cavalli. Ciò diede origine alle prime armature per i cavalli. In Inghilterra invece si puntò soprattutto sugli arcieri, che colpivano i cavalieri prima che venissero a contatto, come nelle battaglie di Crécy e Azincourt, restando protetti dietro palizzate appuntite appositamente predisposte sul terreno.

### Età moderna e contemporanea
Con l'avvento delle armi da fuoco l'efficacia della cavalleria pesante, già indebolita, declinò definitivamente: l'episodio che ne segnò il tracollo fu la battaglia di Pavia (1525) in cui i cavalieri francesi, lanciati alla carica, furono facilmente massacrati dagli archibugieri spagnoli. Lo stesso re Francesco I di Francia fu appiedato e si salvò a stento, venendo preso prigioniero e pronunciando la celebre frase: "Tutto è perduto fuorché l'onore!".
A poco a poco, nei fatti, il cavaliere iniziò a trasformarsi in fante a cavallo. Le armature, venuta meno l'importanza della carica frontale, si alleggerirono; le lance furono affiancate da armi più efficaci (Giovanni dalle Bande Nere fu tra i primi a costituire un corpo di archibugieri a cavallo). La cavalleria, pur ridotta a un ruolo subordinato rispetto alla fanteria, sopravvisse comunque fino a tutto il XIX secolo, spesso col compito di aggirare e colpire ai fianchi o di lato con veloci movimenti a tenaglia la fanteria nemica; a Waterloo ad esempio vi fu la carica della cavalleria napoleonica del maresciallo Ney, che per breve tempo sembrò far volgere le sorti della battaglia a favore dei francesi.
Fra le guerre napoleoniche e la prima guerra mondiale le cavallerie europee erano divise in varie specialità. La cavalleria pesante comprendeva i corazzieri, i dragoni, i carabinieri, i granatieri a cavallo; la cavalleria leggera era costituita da cavalleggeri, lancieri, cacciatori a cavallo, ussari, ulani.
Quando le armi da fuoco divennero a retrocarica, i fanti acquisirono la capacità di colpire più lontano e di ripetere le azioni di fuoco più velocemente, frustrando sempre di più i tentativi di attacco della cavalleria "alla carica". Durante la guerra di Crimea, ad esempio, avvennero due episodi nei pressi di Balaclava che mostrarono i limiti ormai raggiunti dalle cariche di cavalleria: la tenuta della propria posizione da parte dei fanti del 93° Highlander attaccati dalla cavalleria cosacca e la decimazione dei cavalleggeri inglesi quando la Brigata di Cavalleria Leggera attaccò le postazioni russe difese da fanti ed artiglieria (episodi passati alla storia rispettivamente come la sottile linea rossa e la carica dei seicento).
La cavalleria aveva ormai perso la connotazione di "forza di sfondamento" per assumere maggiore importanza nelle "missioni di ricognizione", nelle azioni di "copertura", di "avvolgimento", di "sfruttamento" e negli "attacchi di alleggerimento", come messo spesso in pratica durante la guerra di secessione americana. La cavalleria, inoltre, assunse anche un importante ruolo nelle operazioni di controllo coloniale, come nel caso delle unità di cavalleria inglese in India o nel caso delle unità americane durante le cosiddette "Guerre indiane" che durarono fino al 1890.
Nel XX secolo il tracollo definitivo: il ruolo della cavalleria nella prima guerra mondiale fu pressoché nullo. L'avvento delle truppe motorizzate e dei carri armati cancellò anche le residue possibilità di impiego che essa poteva ancora avere. Nella seconda guerra mondiale vi furono gli ultimi episodi: nel 1939 la cavalleria polacca effettuò 16 cariche durante la guerra, nessuna delle quali, tuttavia, contro i carri armati tedeschi, una leggenda diffusa ad arte dalla propaganda tedesca e sovietica. L'ultima carica contro carri armati fu effettuata da uno squadrone del gruppo Bande Amahara a cavallo (truppe coloniali italiane, con cavalieri ascari, inquadrati da ufficiali italiani), agli ordini del tenente Renato Togni, che cadde da prode nell'azione, il 21 gennaio 1941 nel quadro della battaglia di Agordat; quel giorno caricò anche l'intero gruppo, agli ordine del comandante tenente Amedeo Guillet. Per quanto riguarda la cavalleria italiana in Europa, nel 1942 il reggimento Savoia Cavalleria partecipò alla spedizione italiana in Russia, dove riuscì, sfruttando il fattore sorpresa, a caricare con successo il nemico in uno scontro nella zona del fiume Don (vedi carica di Isbuscenskij). Nello stesso anno e sempre in Russia, anche il Reggimento Lancieri di Novara caricò a Jagodni. L'ultima carica della cavalleria Italiana avvenne il 17 ottobre 1942 a Poloj, Croazia, da parte del reggimento cavalleggeri di Alessandria.

Squadrone del Reggimento Lancieri di Milano in Tessaglia-Grecia, nel 1942

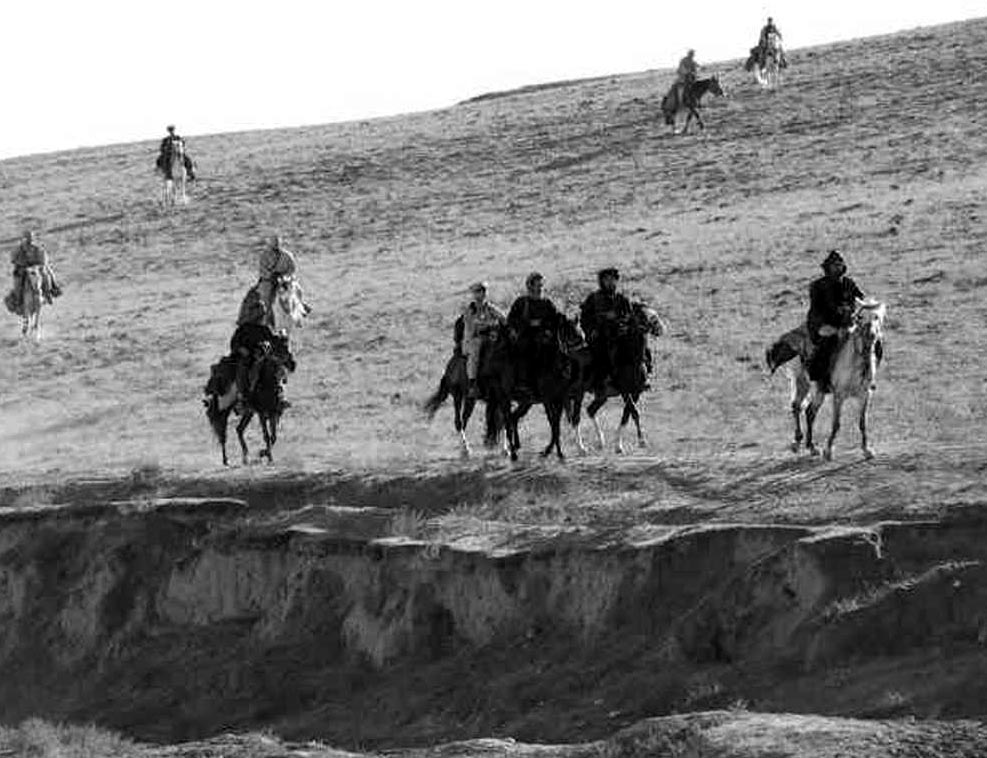
Afghanistan, 22 novembre 2001. Forze speciali USA a cavallo, affiancate da membri dell'Alleanza del Nord durante l'operazione Enduring Freedom.

In Italia, dopo la seconda guerra mondiale la cavalleria tradizionale è dunque scomparsa. Il numero delle unità rimaste in vita è notevolmente ridotto ed esse sono state tutte meccanizzate. Per lungo tempo (almeno in Italia) i reggimenti di cavalleria pur conservando le proprie tradizioni, hanno ricalcato la fisionomia delle unità della fanteria meccanizzata e carristi. Solo al termine degli anni '80 del XX secolo l'arma di cavalleria è stata dotata di mezzi specifici (autoblindo "Centauro") differenziandosi in questo dalla fanteria meccanizzata e carristi. Con i nuovi organici e i nuovi mezzi i reggimenti dell'arma hanno assunto tutti un organico standard e hanno ripreso le missioni che tipicamente gli erano affidate nella seconda metà del XIX secolo. L'arma si è organizzata in unità blindate (su ruote) in grado di muovere rapidamente, dotate di ampia autonomia. Nel 1999, con il trasferimento della specialità carristi dalla fanteria alla cavalleria, l'arma si è rinnovata ulteriormente ordinandosi in due distinte specialità (cavalleria di linea che raggruppa i reggimenti tradizionalmente appartenuti all'arma, e carristi che raggruppa i reggimenti carri un tempo appartenuti alla fanteria).
Bisogna peraltro evidenziare che la consapevolezza della definitiva obsolescenza tattica della cavalleria si sviluppò in modo graduale tra le due guerre mondiali. Negli Stati Uniti d'America, per esempio, ancora nel 1921, si ritenne opportuno formare la Prima Divisione di Cavalleria; tuttavia va precisato che l'US Army in quegli anni attraversava una crisi profonda e che negli USA, a differenza di quanto avvenne in Italia, nel ventennio tra le due guerre si procedette senza indugio anche a sviluppare la branca degli Armour (corazzati) nella quale infine confluì tutta la cavalleria statunitense una volta che essa fu completamente meccanizzata.
Il cavallo, tuttora impiegato dalle forze di polizia in tutto il mondo, ha trovato ancora sporadico impiego tattico sia pure limitato a circostanze ambientali assai peculiari: alcuni nuclei delle forze speciali USA, cooperando con l'Alleanza del Nord afgana, svolsero alcune missioni di ricognizione speciale a cavallo nel 2001. Tuttavia tale impiego non è sufficiente a dimostrare la possibilità di un ritorno ad un impiego esteso dei quadrupedi nella guerra moderna.

## Cavalleria leggera

### Armamento
La cavalleria leggera utilizzava cavalli piccoli, veloci e agili; i cavalieri portavano un'armatura molto leggera oppure ne erano privi. Erano armati spesso con archi corti con gittata lunga, che non avevano però la stessa potenza degli archi lunghi o delle balestre. Un esempio di tali unità posson essere considerati gli ussari.

### Tattica
Il punto di forza della cavalleria leggera era la velocità e la facilità di rapido spostamento sul campo di battaglia. 
In particolare, grazie agli archi avevano la possibilità di colpire il nemico a distanza, cosa importante visto la velocità con la quale avanzavano. Gli avversari sprovvisti di cavalli, e quindi più lenti, spesso non avevano scampo.
Il punto debole degli arcieri a cavallo era la necessità di ampi spazi e l'attrezzatura scarna. In spazi ristretti, se costretti al combattimento ravvicinato, soccombevano facilmente. Inoltre erano vulnerabili agli arcieri appiedati nemici.

## Cavalleria pesante

### Armamento
La cavalleria pesante era composta da cavalli massicci, con protezioni, non eccessivamente veloci, ma più capaci di sfondare le linee nemiche. I cavalieri, robusti e spesso con armature, avevano lance o sciabole.

### Tattica
Punti di forza erano la capacità di sfondamento delle linee nemiche e la protezione dei cavalieri. 
Punti di debolezza, la minor velocità di spostamento e la dotazione di armi a minor gittata.